# Fuerte Piscadera
El Fuerte Piscadera (en neerlandés: Fort Piscadera) es uno de los ocho fuertes que se localizan en la isla de Curazao, una dependencia del Reino de los Países Bajos en el Mar Caribe, al oeste de la entrada a la Piscaderabaai (Bahía Piscadera).
El fuerte fue construido probablemente entre 1701 y 1704 por orden del entonces gobernador, el señor Van Beek . En 1714 el Gobernador Collen ordenó que se construyera la fortaleza en forma de estrella ; que son los restos que están ahora en exhibición cerca del hotel Hilton de Curazao.